# Antoine-Achille Bourgeois de La Richardière
Antoine-Achille Bourgeois de La Richardière (Polná, 28 mars 1777 - Paris, 11 juillet 1838), est un dessinateur et graveur français.

## Biographie
Fils de François-Louis Bourgeois de La Richardière, il suit une formation artistique. 

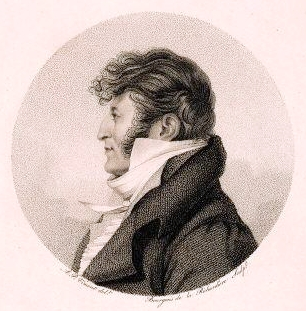
Portrait du violoniste Charles-Frédéric Kreubé par A-A Bourgeois de La Richardière au XIX.

Il grave en particulier des portraits, ainsi que des sujets de sainteté pour les éditeurs de la rue Saint-Jacques. Il grave principalement au burin et utilise la technique du pointillé.
Il est le père de Jacques-Achille Bourgeois de La Richardière.